# 2061
Năm 2061. Trong lịch Gregory, nó sẽ là năm thứ 2061 của Công nguyên hay của Anno Domini; năm thứ 61 của thiên niên kỷ thứ 3 và của thế kỷ 21; và năm thứ hai của thập niên 2060.